# 日本近丽海葵
日本近丽海葵（学名：Paracalliactis japonica）为链索海葵科近丽海葵属的动物。分布于日本和菲律宾太平洋近海以及中国东海、南海等海域，多附着在寄居蟹的螺壳或蟹体上。